# Arvid Karlsteen
Arvid Karlsteen (Varianten auch Arvid Jonasson von Carlsteen oder Karlstén; sowie Artoid Karlsteen, * 16. März 1647 in Geelskogen im Kirchspiel Carlskoga (Värmland); † 18. Mai 1718 in Stockholm) war ein schwedischer Medailleur, Münzer und Miniaturmaler.

## Leben
Karlsteen war der Sohn des Värmlander Landvermessers und Kartographen Jonas Kiällander und der Brita Larsdotter von Sacken.
Schüler Karlsteens waren Ehrenreich Hannibal, Carl Gustav Hartmann, Benedict Richter, Daniel Warou und Benedict Westmann.

## Werke (Auswahl)

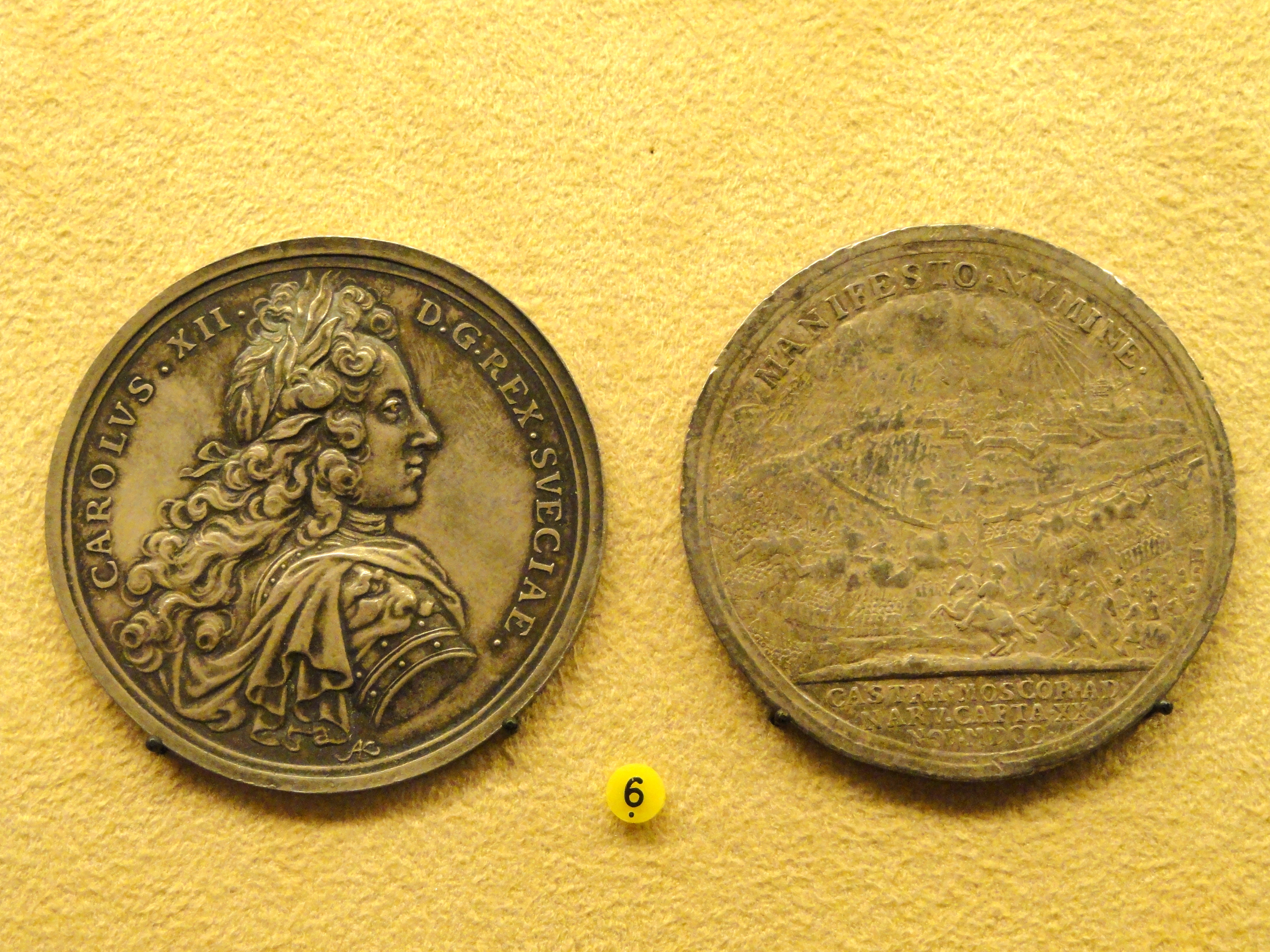
Medaille von Arvid Karlsteen (Signatur AK) auf die Schlacht bei Narva, 1700

Arvid Karlsteen schuf Medaillen etwa für
- König Karl XI. von Schweden;
- Georg Wilhelm, Herzog zu Braunschweig-Lüneburg;
- Ernst August, Regent des Kurfürstentums Braunschweig-Lüneburg;
- Friedrich III., Markgraf von Brandenburg, der spätere König von Preußen;
- sowie drei Medaillen für Ludwig XIV. von Frankreich.